# Американский кёрл
Американский кёрл (англ. American curl) — порода полудлинношёрстных и короткошёрстных кошек.

## Разновидности
На настоящий момент существует две разновидности данной породы: полудлинношёрстная и короткошёрстная. Первая разновидность более популярна, чем вторая.
FIFe и WCF признают эти разновидности отдельными породами:
- Породы по классификации FIFe:

ACL — длинношёрстный американский кёрл
ACX — короткошёрстный американский кёрл
- Породы по классификации WCF (признаны предварительно):

ACL — полудлинношёрстный американский кёрл
ACS — короткошёрстный американский кёрл

## Характерная черта породы
С рождения котята имеют прямые уши. На 2-10 день после рождения уши начинают завиваться и окончательно формируются к 4 месяцам. Уши американского кёрла не похожи на уши других кошек: они жёсткие, твёрдые, как человеческое ухо, плавно загнуты назад на 90 — 180 градусов. Жёсткий хрящ должен составлять 1/3 — 2/3 высоты, а гибкость должна составлять 1/3 высоты уха. Само ухо должно быть широким у основания, край уха — гладкий, а кончики — округлые. На ушках должна быть шерсть как снаружи, так и внутри. Как у многих других пород, характерный вид ушей связан с генетической мутацией, которая происходит естественным образом.

## История
В 1981 году в штате Калифорния (США) была обнаружена кошка со странными ушами: они в результате мутации оказались закрученными назад. Через месяц она забеременела, и у двоих из её родившихся котят уши были точно такими же. Над ними началась селекционная работа, по завершении которой некоторые американские фелинологические организации признали новых кошек как породу, названную впоследствии американским кёрлом. В настоящее время американский кёрл наиболее популярен в США, в других странах он встречается редко.

## Внешность

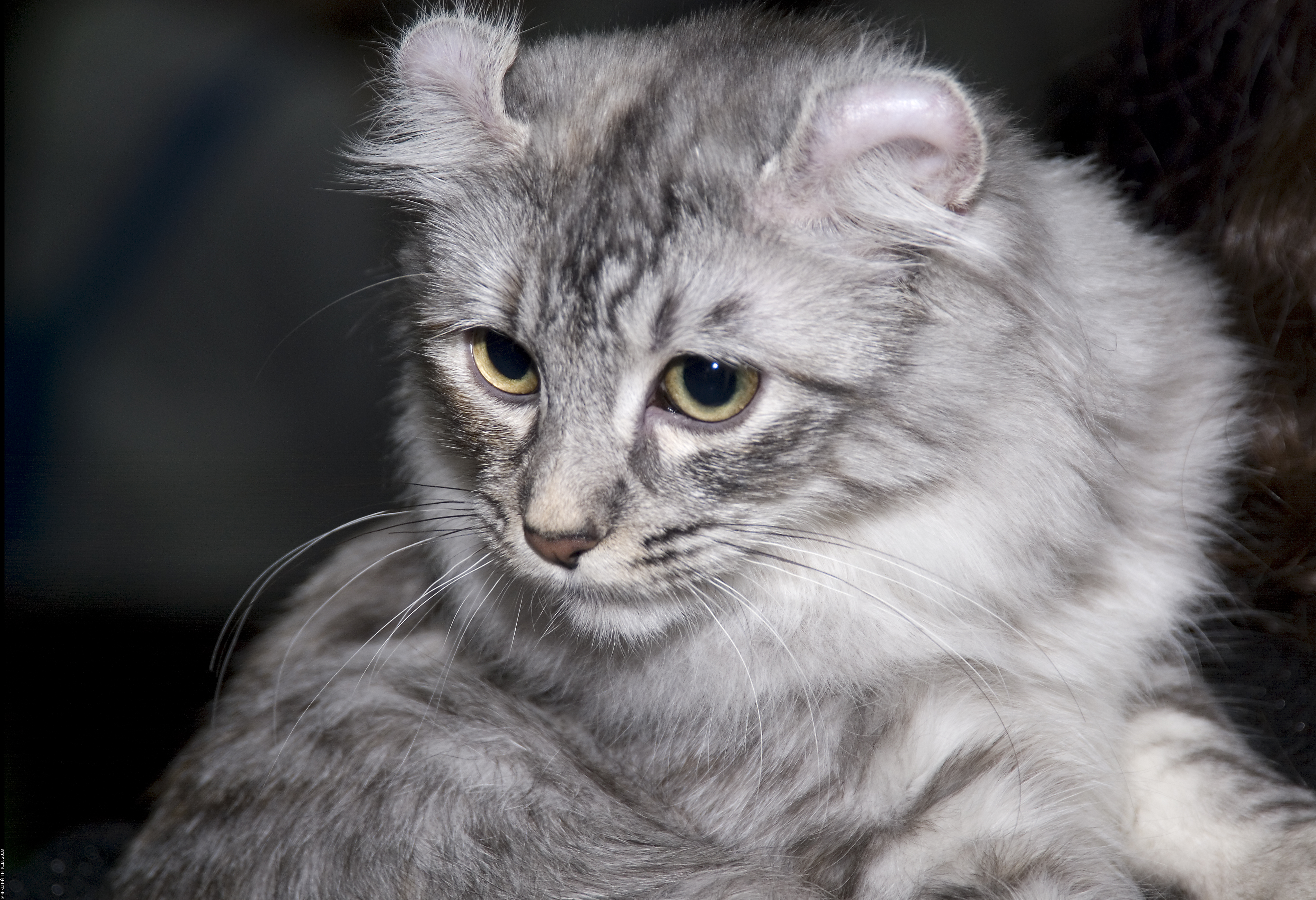

Американский кёрл — кошка средних размеров, пропорциональна, имеет шелковистую шерсть средней длины с плотно прилегающими к телу волосками. У полудлинношёрстных шерсть должна быть мягкой, шелковистой, полуприлегающей, с минимальным остом и опушёнными воротником и хвостом, у короткошёрстных — точно такая же, но без опушений и более короткая. Кошки этой породы прекрасно сбалансированы, имеют гибкое тело с хорошо развитой мускулатурой. Крепкая грудь и шея, сильные ноги, округлые лапки. Голова в форме клина, прямой нос, все переходы плавные. Косо посаженные глаза, могут быть разных цветов, но должны соответствовать окрасу шерсти. Оттенок — яркий и блестящий.

## Характер
Американский кёрл — дружелюбная, игривая, нетребовательная и хорошо приспосабливающаяся к новым условиям проживания кошка. Она любит играть и нуждается в пространстве и разнообразных игрушках. Порода не подходит семьям с маленькими детьми, так как дети любят потискать животных, что может привести к болезненным травмам кошки.

## Здоровье
У кошек этой породы не наблюдается наследственных генетических заболеваний, они отличаются большой продолжительностью жизни. Ген Fd, отвечающий за необычную форму ушей, не влияет на здоровье животного.

## Уход
Шерсть имеет небольшой подшёрсток, поэтому расчёсывать следует один раз в неделю. Благодаря своей текстуре, шерсть не склонна к сваливанию. Купать животное нужно один раз в месяц, после мытья когти подстригают. Уши по мере загрязнения протирают влажной салфеткой, смоченной в тёплой кипяченой воде. Необходимо следить за сохранностью ушей, с ними нужно обращаться аккуратно, чтобы не повредить хрящи, так как они очень хрупкие.